# Biserica de lemn din Bughea de Jos-Schitu Ciocanu
Biserica din lemn de la Mănăstirea Ciocanu, cu hramul Intrarea în Biserică a Maicii Domnului, a fost ctitorită în sec. al XVII-lea de Nifon Monahul (†1687), fiind atestată documentar în anul 1677. În incinta bisericii se află o piatra funerară de la 1610.

## Istoric
Reparată în 1825 de Cuviosul Neofit și Lupan Radovici, a fost refacută în 1865, după dărâmarea la cutremurul din 1802, ruinată în 1922, refăcută și repictată în 1932 de Nicandru Manu arhimandritul, care face o biserică nouă lângă construcția veche.
În 1932, în vremea patriarhului Miron Cristea, au loc ample lucrări de restaurare a mânăstirii.

## Acces
Din Câmpulung-Muscel, DJ 732C spre V, Bughea de Jos (5 km), apoi încă 3 km până la mănăstire (ultimii 2 km, prin pădure, fără asfalt). Pe traseu, încă două porțiuni de drum neasfaltate (aprox. 1 km)